# Noe-Uchindai (metropolitana di Osaka)
Noe-Uchindai (野江内代駅?, Noe-Uchindai-eki) (T16) è una stazione della metropolitana di Osaka situata nel quartiere di Miyakojima-ku.

## Struttura
La stazione è dotata di una piattaforma a isola con due binari sotterranei.
| 1 | ■ Linea Tanimachi |  | Per Higashi-Umeda, Tennōji e Yaominami |
| 2 | ■ Linea Tanimachi |  | Per Moriguchi e Dainichi               |

## Stazioni adiacenti
| «               | Servizio        | »               |
| Linea Tanimachi | Linea Tanimachi | Linea Tanimachi |
| --------------- | --------------- | --------------- |
| Sekime-Takadono | Locale          | Miyakojima      |